# Issus harimensis
Issus harimensis är en insektsart som beskrevs av Matsumura 1913. Issus harimensis ingår i släktet Issus och familjen sköldstritar. Inga underarter finns listade i Catalogue of Life.